# 丹傑島
丹傑島（英語：Danger Island）是印度洋的島嶼，位於查戈斯大淺灘最南端和最西端，屬於查戈斯群島的一部分，由英屬印度洋領地負責管轄，長2公里、寬0.6公里，面積0.66平方公里，島上無人居住。全岛覆盖椰子树。该岛的“Danger”（危险）得名于岛上缺少安全泊船的地方。

## 历史
从18世纪查戈斯群岛有居民以来，直至20世纪中叶查戈斯群岛的居民全被英国强制迁出为止，丹杰岛都从未成为过人类永久居住地。但20世纪中叶之前，有时会有周围岛上的种植园工人前来收取椰子。

## 外部連結

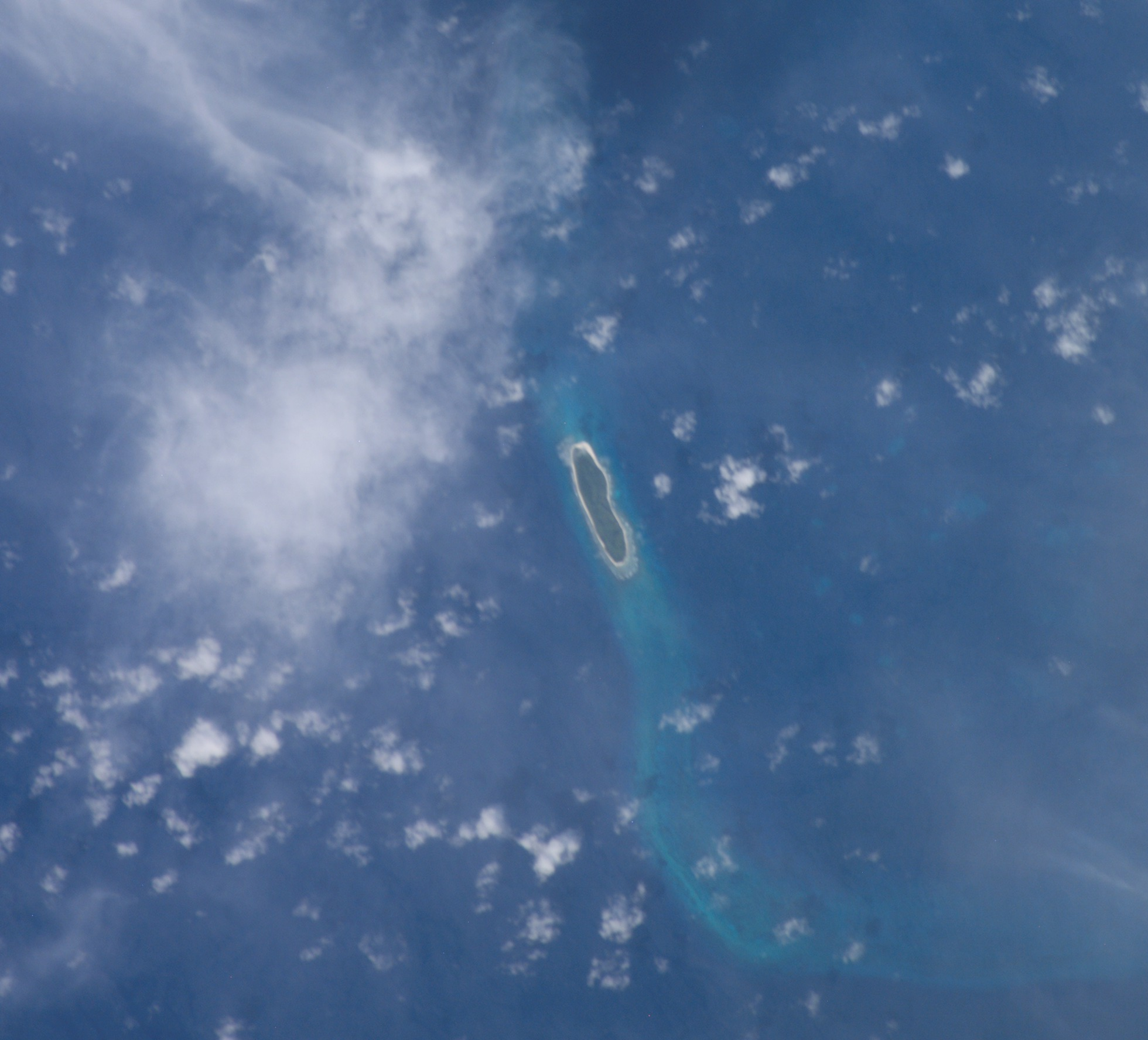

- Joint Services Expedition To Danger Island - (1975) commemorative postcard（页面存档备份，存于）
- Chagos research papers and books

06°23′00″S 71°14′20″E / 6.38333°S 71.23889°E
1. ↑  Indian Ocean Pilot